# Abeba Aregawiová
Abeba Aregawi Gebretsadik (* 5. července 1990 Adigrat, Etiopie) je švédská atletka, běžkyně, která se specializuje na střední tratě, mistryně světa v běhu na 1500 metrů z roku 2013.

## Sportovní kariéra
Na olympiádě v Londýně v roce 2012 startovala v dresu Etiopie v běhu na 1500 metrů a ve finále doběhla pátá. Od 10. prosince tohoto roku reprezentuje Švédsko. Na halovém mistrovství Evropy v roce 2013 zvítězila v běhu na 1500 metrů, vítězství vybojovala také na mistrovství světa v Moskvě v létě téhož roku. Třetí zlatou medaili v řadě získala na halovém světovém šampionátu v Sopotech v roce 2014.

## Osobní rekordy
- 800 metrů - 1:59,20 (2013)
- 1500 metrů - 3:56,54 (2012)